# 1974 au Brésil
Chronologie du Brésil
- 1970
- 1971
- 1972
- 1973
- 1974
- 1975
- 1976
- 1977
- 1978

Cette page concerne des événements qui se sont produits durant l'année 1974 au Brésil.

## Événements
- 15 janvier : à l'issue de élection présidentielle brésilienne de 1974, le général Ernesto Geisel est élu président du Brésil par le collège électoral, battant à 400 voix contre 76 son adversaire Ulysses Guimarães[1] ;
- 4 mars : inauguration du pont Rio-Niterói, plus long pont d'Amérique du Sud[2] ;
- 15 mars : passation des pouvoirs entre le général Emílio Garrastazu Médici et le général Ernesto Geisel, qui devient officiellement le 29e président du Brésil[3] ;
- 1er juillet : le président Ernesto Geisel approuve la fusion de l'État de Guanabara et de l'État de Rio de Janeiro[4] ;
- 6 octobre : le pilote automobile brésilien Emerson Fittipaldi remporte, pour la seconde fois, le championnat du monde de Formule 1, finissant à la quatrième place du Grand Prix automobile des États-Unis[5].

## Naissances
- 3 janvier : MV Bill, rappeur

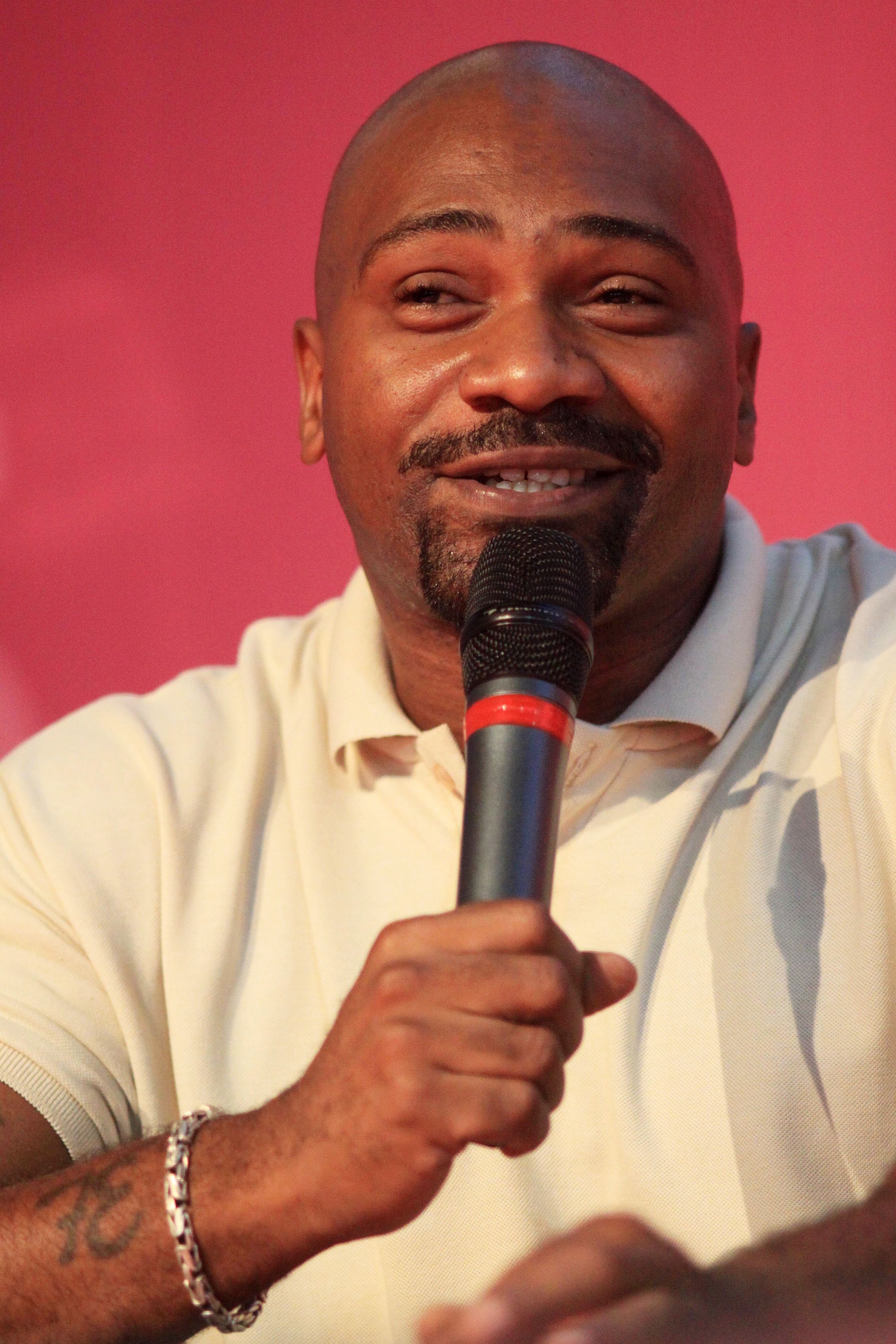
MV Bill en 2012.

- 4 mars : Gabriel o Pensador, rappeur

## Décès
- 14 janvier : Cassiano Ricardo, poète et critique littéraire
- 11 juin : Eurico Gaspar Dutra, 16e président du Brésil